# میبد
مِیبُد مرکز شهرستان میبد در شمال استان یزد است. بنابر پاره‌ای از شواهد، میبد به عنوان یکی از نخستین مناطق یکجانشینی در مرکز ایران به‌شمار می‌رود. این شهر در ۵ آذر ۱۳۹۷ به عنوان شهر جهانی زیلو انتخاب شد و از میبد به عنوان شهر زیلو یاد می‌شود. با مصوبه هیئت وزیران فرمانداری این شهرستان از مرداد ۱۴۰۳ به فرمانداری ویژه ارتقاء یافت.

## پیشینه
میبد شهری دارای پیشینه‌ای چند هزار ساله است که دومین مرکز شهری و تجاری استان یزد محسوب می‌شود و به واسطهٔ بافت تاریخی ارزشمند خود در بسیاری از نقاط شهر در فهرست آثار تاریخی ایران به ثبت رسیده است.
میبد یکی از کانون‌های اولیهٔ یکجانشینی در ایران است که در واحهٔ پهناور یزد واقع شده است. روزگاری در کنار دریای ساوه قرار داشته است که از ساوه تا حاجی‌آباد نمک کشیده شده بود و ساکنان آن از طریق این دریاچه رفت‌وآمد می‌کردند. (شهرهای ایران، پیکولوسکایا)
دلایل متعددی را می‌توان نام برد که میبد و به ویژه نارین قلعهٔ آن بیش از مناطق دیگر یزد، مسکون شده و نخستین نقطهٔ یکجانشینی در این ناحیه بوده است.
جعفری، نخستین تاریخ‌نگار یزدی سدهٔ هشتم در مورد بنای نارین قلعه حکایت اسطوره‌ای و افسانه‌ای عنوان می‌نمایند که نشانگر آن است که حتی در آن زمان هم عامه و خاص از دیرینه بودن این مکان آگاه بوده‌اند. وی می‌گوید که سلیمان نبی نارین قلعه را برای اختفای دفینه و گنج خود ایجاد نمود. نقش نگاره‌ای که اخیراً در همین مکان بر روی پاره‌سفال پیدا شده است، نشانگر واقعیت‌های بسیاری است. نقش نیمه انسان–نیمه حیوان حک شده بر این سفال شبیه همان نقش نگاره‌ای است که در تمدن هزارهٔ سوم پیش از میلاد عیلامی‌ها است. قابل بیان است افراد این منطقه از دیرباز تاکنون یکتاپرست بوده‌اند. (تاریخ عیلام، شیرین بیانی) نارین قلعه میبد در سده‌های اولیهٔ اسلامی هم از عظمت و اهمیت زیادی برخوردار بوده و از قلاع غیرقابل نفوذ برای دشمنان بوده است که از داخل قلعه راه‌های زیر زمینی به کل شهر برای تأمین آب و غذا وجود دارد که از دلایل مهمی بوده است که تاکنون توسط هیچ‌کدام از دشمنان فتح نشده است.
این شهرستان قدمتی ۷۰۰۰ ساله دارد. در زمان خاندان مظفرالدین میبدی این شهر به عنوان پایتخت سلسله مظفریان انتخاب شده و در مدت نزدیک به یک قرن گستره حکومتشان تا کاشان و ری و اراک و فارس و لرستان و یزد و کرمان کشید تا اینکه با حمله تیمور به ایران آخرین فرمانروای این سلسله که شاه شجاع نام داشت و شیراز به عنوان پایتختش بود قهرمانانه جنگید اما نتوانست تیمور را شکست دهد. در زمان قاجار به عنوان یکی از یکصد و ده ولایت ایران شناخته می‌شد و سپس با تقسیمات جدید بنام بلوک میبد مشهور بود.

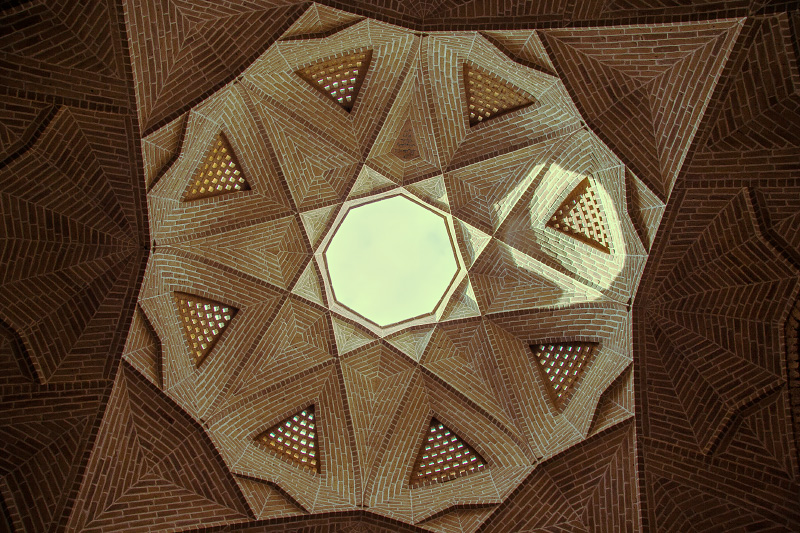
تصویری از سقف هشتی ورودی کاروانسرای شاه عباسی میبد، استان یزد، ایران

## جغرافیا و اقلیم
مخوف‌ترین کویرهای جهان در داخل لگن بزرگ و بستهٔ فلات ایران واقع شده‌اند، که دشت رسوبی و پر دامنهٔ یزد، یکی از حوضه‌های شاخص جغرافیایی آن است. گسترهٔ این دشت از دامنه‌های شیرکوه در جنوب آغاز می‌شود و با شیب ملایمی تا کویر سیاه‌کوه در شمال، در مسافتی بیش از یکصد کیلومتر ادامه می‌یابد. شهر میبد در بخش میانی این دشت واقع است. به‌طور کلی رشته‌کوه‌هایی که دور تا دور فلات مرکزی را دربرگرفته است سبب‌شده که دامنه‌های خارجی فلات، از رطوبت بیشتری برخوردار بوده و دامنه‌های داخلی آن خشک باشد؛ بنابراین کمبود نزولات جوی و آفتاب داغ آسمان صاف ایران، زندگی تب‌آلودی را در حاشیهٔ کویر به وجود آورده است.
میبد در ۵۴ درجه و ۲ دقیقه و ۱۰ ثانیه طول جغرافیایی و ۳۲ درجه و ۱۴ دقیقه و ۴ ثانیه عرض جغرافیایی واقع بوده و ارتفاع متوسط آن از سطح دریا ۱٬۰۳۴ متر است. شهر میبد در شمال غرب شهر یزد، کنار جادهٔ تهران-بندرعباس و راه‌آهن تهران به کرمان و در حاشیهٔ کویر مرکزی ایران قرار دارد. اراضی خاوری آن دشت و هموار است و از سوی غرب به کوهپایه و ارتفاعات جنوبی عقدا منتهی می‌گردد. شهرهای یزد، اشکذر و اردکان به ترتیب همسایگان جنوب شرق، جنوب و شمال این شهرستان هستند.
مساحت کل شهر میبد بر اساس طرح هادی، ۵٫۱۹ کیلومتر مربع (۱٬۹۵۲ هکتار) است که از این اراضی بخش‌های کشاورزی و باغات ۲۸۲ هکتار، اراضی مسکونی ۲۶۲ هکتار، موات و بایر ۴۵۲ هکتار است. بررسی میبد و نحوهٔ استقرار آن نشان می‌دهد که توپوگرافی، آب‌های تحت‌الارضی و استخراج آب (قنات) در شکل‌گیری شهر نقش مهمی داشته است. میبد در کنار مسیل رودخانه‌های قدیمی و در جوار راه قدیمی ری به کرمان به صورت مجتمع‌های زیستی اولیه شکل گرفته است. این شهر بر روی شیب طبیعی که از جنوب به شمال بوده قرار دارد. این شیب به صورتی است که روستای رکن‌آباد در جنوب شهر حدود ۲۰ متر بلندتر از روستای عشرت‌آباد در شمال شهر است.

## مشاهیر میبد
- ابوالفضل رشیدالدین میبدی شاعر و مفسر قرآن ششم هجری
- امیر مبارزالدین موسس سلسله مظفریان
- محمد ابراهیم اعرافی
- علیرضا اعرافی عضو شورای نگهبان امام جمعه موقت قم
- عبدالکریم حائری یزدی بنیانگذار حوزهٔ علمیهٔ قم
- محمد علی اسلامی ندوشن شاعر معاصر
- قاضی میر حسین فقیه مذهب شافعی
- مهدی حائری مهرجردی فیلسوف اسلامی
- سید جلیل میرمحمدی میبدی عضو هیئت رئیسه مجلس دوازدهم

## صنعت
شهرستان میبد با دارا بودن بیش از صد واحد صنعتی نقش به سزایی در توسعه و اقتصاد منطقه و استان دارد به طوری که بیش از ۲۵ درصد از سرامیک و کاشی کشور در این شهرستان تولید می‌شود از دیگر کارخانه‌های این شهرستان می‌توان به لعاب، فولاد اشاره کرد.

## آموزش عالی

### دانشگاه
شهرستان میبد از سال ۱۳۷۴ دارای یک دانشگاه جامع دولتی به نام دانشگاه میبد است که دارای سه دانشکده الهیات، علوم انسانی و فنی مهندسی است. میبدیان تقریباً هر ساله از نظر ضریب پذیرش در کنکور سراسری دانشگاه‌ها رتبهٔ اول کشور را احراز کرده‌اند. آمار، رقم پذیرش ۵٫۱۶ درصد را به ما نشان می‌دهد. میبد دارای چندین واحد آموزش عالی از جمله دانشگاه میبد، دانشگاه آزاد دانشگاه پیام نور، دانشکده علوم قرانی، دانشکده‌های فنی خواهران و برادران و علمی کاربردی و … است که نزدیک به ۹٬۰۰۰ دانشجو در آن‌ها مشغول به تحصیل می‌باشند.
- دانشگاه میبد
- دانشگاه آزاد اسلامی واحد میبد
- دانشگاه پیام نور واحد میبد
- دانشکده علوم قرآنی میبد
- دانشکده فنی و حرفه ای دختران میبد
- دانشکده فنی و حرفه ای پسران میبد
- دانشگاه علمی کاربردی واحد میبد

### حوزهٔ علمیهٔ میبد
از دوران قدیم و با ظهور اسلام، ایجاد قرائت‌خانه و مدرسهٔ علمیه در کنار ساختمان مساجد معمول گردید ولی از وجود یا عدم این مدارس در شهرستان میبد اطلاع دقیقی در دست نیست؛ تقریباً از نخستین مدرسهٔ علمیهٔ شناخته‌شده در میبد، بقایای یک باب ساختمان است که با قدمت ۷۰۰ ساله در حوالی مسجد جامع میبد به جا مانده است و طبق قرائن موجود طلاب زیادی از نقاط مختلف از قبیل کرمان و پاکستان و افغانستان و هند در آن مشغول به تحصیل بوده‌اند و بعدها به دلایل نامعلوم مخروبه و تعطیل گردیده است.
نخستین مدرسهٔ علمیهٔ نو با حمایت و پشتیبانی محمد صدوقی و شیخ محمد ابراهیم اعرافی و با همت و پشتکار و پیگیری‌های مصرانهٔ سید اسدالله امامی و با اخذ مجوز از سید روح‌الله خمینی در نجف اشرف، تأسیس و با نام حجه ابن الحسن العسکری احداث و از سال تحصیلی ۵۴–۱۳۵۳ آغاز به پذیرش طلبه نمود.
لازم است ذکر شود مسئول این حوزه هم‌اکنون علیرضا اعرافی رئیس جامعة المصطفی العالمیه و عضو جامعهٔ مدرسین حوزهٔ علمیهٔ قم است.

#### معاونت فناوری اطلاعات
حوزهٔ علمیهٔ میبد با راه‌اندازی چند پایگاه عملاً با ایجاد معاونت فناوری اطلاعات پا به عرصهٔ اطلاع‌رسانی دیجیتال گذاشت. این حوزه با راه‌اندازی پایگاه‌های اقماری سعی در گسترش فرهنگ اسلامی نموده و نیز لازم است ذکر شود مدیر ارشد این پایگاه‌ها دانش‌آموخته آن حوزه است. از جمله این پایگاه‌ها می‌توان به پایگاه تخصصی قرآن‌شناسی حوزهٔ علمیهٔ میبد اشاره نمود که در چهارمین نمایشگاه بین‌المللی رسانه‌های دیجیتال حضور پر رنگی داشت.

## نارین‌قلعه

نارین‌قلعه

مطالب تاریخ جدید یزد که در تاریخ یزد و جامع مفیدی هم با تفاوت‌های مختصر دیده می‌شود، حکایت از قدمت قلعه دارد. مشاهدهٔ قلعه و مخصوصاً خشت‌های قطور و بزرگ آن خود نیز موید کهنگی آن است.
امروزه در محل، قلعهٔ موجود را با نسبت «دالان» نمی‌خوانند و نامی است که متروک شده است. این تسمیهٔ قدیم باید مأخوذ از «دال» باشد که نام مرغان بزرگ شکاری از نوع عقاب است. نظیر این اسم به شکل «دالدون» بر کوهی در نزدیک میمند شهر بابک گفته می‌شود.
اهمیت قلعهٔ میبد مربوط به عهد سلاطین آل‌مظفر است که در عمران و آبادی میبد کوشا بودند و قلعهٔ آنجا پناهگاه محلی آنان بود و بنابر قول مؤلف تاریخ جدید یزد، محمد بن مظفر در سال ۷۳۷ «خزینه‌ای که در یزد بود تصرف کرد و لشکر را مرسوم داد و قلعهٔ دالان میبد را عمارت کرد و خندق دور کرد.»
بقایای کنونی قلعهٔ میبد، با وجود خرابی‌هایی که به مرور روزگار بر آن روی آورده دیدنی است و متأسفانه در این سال‌ها به سبب ایجاد خیابان، قسمتی از آن خراب و تسطیح شده است.
قسمت‌های مختلف قلعه بر سطح تپه‌ای در چهار طبقه قرار دارد و هر طبقه بر طبقهٔ دیگر اشراف دارد. بنای ارگ آن در مرتفع‌ترین نقطهٔ تپه واقع شده است و یک طبقه هم در قسمت زیر قرار که اتاقک‌های کنده شده در دل خاک است از نوع بوکن یا بوکنه. اطراف قلعه، خندق عظیمی بوده که بعضی قسمت‌های آن به باغ تبدیل شده است.

## سرچشمه و بخشگاه آب قنات
برای کاروانیانی که از پهنهٔ بیابان می‌رسیدند، آب نخستین و مهم‌ترین نیاز بوده است و سامان‌دهندگان راه‌ها ناگزیر بوده‌اند به هر طریق ممکن، آب مورد نیاز منزل‌های کاروانی را تأمین کنند یا ایستگاه‌ها را در آبگاه‌های پایدار بنا سازند. با این حساب، وجود سرچشمهٔ کاریز خوش آب «کثنوا» عنصر اصلی و اولیهٔ شکل‌گیری این سامانهٔ کاروانی در این نقطه بوده است.

## برج و بارو و دروازهٔ شارستان
بخشی از برج و بارو و خندق‌ها و نیز دروازهٔ غربی شارستان قدیم میبد، درست در ضلع شرقی ایستگاه کاروانی و چسبیده به آن، دیده می‌شود. این همسایگی بسیار نزدیک با شهر و امکان برخورداری‌های گوناگون از آن در دنیای پر بیم و هراس قدیم، موقعیتی بسیار ویژه برای این ایستگاه به‌شمار می‌آمده است؛ بنابراین امتیازها، سامانهٔ کاروانی میبد طی سده‌های گذشته همواره پایداری و توسعه یافته است.

## سلطان رشید (سلطون رشید)

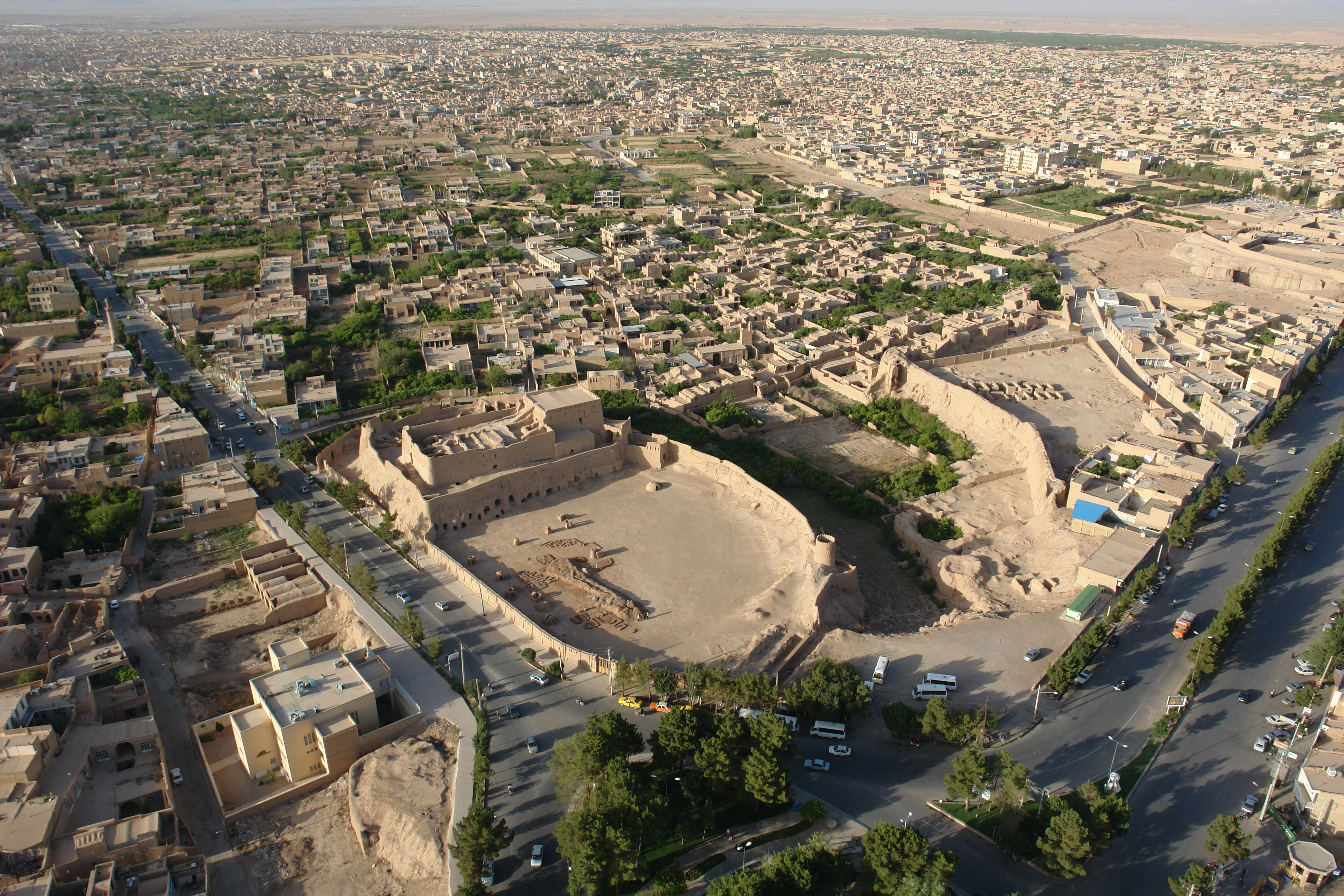
نمایی از قلعه نارین

در نزدیکی و روبروی نارین‌قلعه، یک بنای قدیمی قرار دارد که بنا به اظهار مردم محل، آرامگاهی بوده که به احتمال زیاد آرامگاه ابوالفضل رشیدالدین میبدی مفسر و مترجم بزرگ قران در سده ششم هجری بوده است سنگ قبری منتسب به دختر وی فاطمه در این محل یافت شده است. همین قسمت بازمانده شباهت تام و تمام به چند بقعهٔ تاریخی و مرتفع یزد و ابرقو و مروست دارد که همهٔ مزار بزرگان و از آثار سده‌های هفتم و هشتم هجری است. بلندی بدنهٔ باقی‌مانده که قسمت سردر ورودی است، هشت متر بوده است و از قسمت داخل سفیدکاری بوده و مختصری از تزیینات و رنگ‌آمیزی قدیم آن نیز باقی است.

## هنرهای سنتی در میبد

### سفالگری
سفال‌گری و سرامیک‌سازی امروزه یکی از پیشه‌های اصلی مردم در میبد است که از پشتوانهٔ فرهنگی و تاریخ پربار آن حکایت دارد. بررسی‌ها نشان از قدمت هزاران سالهٔ هنر سفالگری در میبد دارد. در سازماندهی فضاهای شارستان، کارگاه‌های سفالگری در محلهٔ بالا و در کنار خانه‌های سفالگران جای داده شده و قرن‌های متمادی در این محله مستقر بوده‌اند. در اوایل قرن اخیر تعدادی از کارگاه‌های سفالگری به بیرون دروازه شهر منتقل گردید. به تدریج سایر کارگاه‌ها نیز به خارج از شهر انتقال یافت و مجموعهٔ تازه‌ای ساخته شد.
در سال‌های ۱۳۵۶ و ۱۳۵۷ یک جابه‌جایی تازه صورت گرفت و کارگاه‌ها در مجموعهٔ نوبنیاد ادارهٔ صنایع دستی استقرار یافتند. هم‌اکنون کارگاه‌های متنوع صنایع سفال و سرامیک میبد در این محوطه گرد آمده‌اند.
نقاشی با رنگ‌های آبی و سبز بر زمینه سفید رنگ بدنه این ظروف، نشانهٔ خاص سفال میبد است.
در گذشتهٔ نه چندان دور سفال در زندگی مردم میبد کاربردهایی از این قبیل داشته است. ظروف منازل مثل کوزه و سبو، تپو، دیگ و دیزی، کاسه، گاودوشه، ظروف لعاب دار مثل بشقاب، قندان، لیوان، دوری و…
در معماری برای فرش حیاط، پوشش بامها، ساخت بدنه بادگیرها، تزیین سردرها، سبک‌سازی بام‌ها آبروها و…
از طرح‌های معروف سفال‌های میبدی که هم‌اکنون هم رواج دارد می‌توان از خورشید خانم، ماهی، مرغی، شطرنجی شویدی و… نام برد.

### زیلوبافی
از هنرها و صنایع دستی خاص منطقه میبد می‌توان به نوعی زیلو که از نظر طرح و شکل، خاص منطقه است نام برد. کاربرد زیلو با توجه به اقلیم گرم و پر گرد و خاک منطقه تدبیر
مناسبی بوده است. امروزه این صنعت که تا چندی پیش از مشاغل عده کثیری از مردم میبد بوده است تقریباً به فراموشی سپرده شده و افراد انگشت شماری را می‌توان پیدا کرد که به این حرفه مشغول باشند.
از سنتهای حسنه مردم وقف و سفارش بافت زیلو برای اماکن مقدس، همچون مساجد و بقاع متبرکه بوده است که در موزه واقع در مجموعه رباط شاه عباسی تعدادی از این بافته‌ها در معرض نمایش عمومی قرار داده شده است. از جمله این زیلوها می‌توان به یکی از نمونه‌های زیبایی که متعلق به مسجد جامع میبد است اشاره کرد. در حاشیه این زیلو تاریخ ۸۰۸ هـ. ق آمده است و ابعاد آن (۱۴/۳ * ۴۰/۷ متر) است.
رنگ‌های معمول استفاده شده در بافت زیلوها رنگ‌های آبی و سفید است. نقش‌های متداول این زیلوها معمولاً سجاده‌ای، چلیپایی، و نقش سرو است.
زیلو در سال ۱۳۹۷ به نام میبد در فهرست میراث جهانی جای گرفت و میبد شهر زیلو گردید

## اماکن دیدنی
- نارین قلعه
- برج کبوتر خانه
- کاروانسرای شاه عباسی میبد
- یخچال میبد
- چاپارخانه میبد
- مسجد جامع میبد و گنبد امام حسن
- مسجد جامع فیروزآباد
- مسجد جامع بفروئیه
- مسجد جامع ندوشن
- امامزاده خدیجه خاتون
- آرامگاه پیر چراغ
- امامزاده سید صدرالدین قنبر
- امامزاده میر شمس الحق
- قلعه مهرجرد
- قلعه بارجین
- قلعه بشنیغان
- قلعه رکن آباد
- سنگاب نیوک_علویه
- غار نباتی ندوشن
- قلعه سپیده ندوشن
- مسجدجامع ندوشن
- خانه برونی[۴]
- آسیاب آبی یخدان